# Xavier Degans
Xavier Degans es un artista pintor, escultor, litógrafo y mosaiquista francés, nacido el 24 de septiembre de 1949 en Dunkerque. Su obra está marcada por la influencia surrealista de Salvador Dalí.

## Datos biográficos
Entró a los 16 años en el taller de Roger Chapelain-Midy en la Escuela de Bellas Artes de París donde obtuvo la medalla de oro de la villa de París.
En 1967, conoció a Salvador Dali que le llevó durante un tiempo a España. En 1977, obtuvo el premio Leonardo da Vinci.
Una calle lleva su nombre en Cappelle-la-Grande (Nord).

## Obras
Entre las mejores y más conocidas obras de Xavier Degans se incluyen las siguientes:
- Le roc Symboliste , óleo sobre lienzo 46x55 cm , vendido en 1991 en la Falkkoo